# Vintilă Horia
Vintilă Horia (IPA: [vinˈtilə ˈhori.a]), pseudonimo di Vintilă Caftangioglu (Segarcea, 18 dicembre 1915 – Collado Villalba, 4 aprile 1992) è stato uno scrittore rumeno.

## Biografia

### La giovinezza a Bucarest
Vintilă Horia svolge gli studi liceali presso il Collegio Nazionale San Sava di Bucarest,  dove debutta nel 1932 con alcune poesie sulla rivista studentesca "Vlăstarul". Successivamente si iscrive alla facoltà di giurisprudenza e frequenta quella di lettere a Perugia. Dal 1936 inizia a collaborare alla rivista Gândirea, diretta dal filosofo conservatore cristiano Nichifor Crainic. Appare la sua prima raccolta di versi Procesiuni (1937) a cui seguiranno  Cetatea cu duhuri  (1939) e Cartea omului singur (1941).  Nel 1939,  fonda a Bucarest la rivista letteraria   Meşterul Manole e collabora sporadicamente anche con le pubblicazioni nazionaliste Sfarmă-Piatră e Porunca Vremii. 

### Nella seconda guerra mondiale
Nel luglio 1940 viene nominato addetto stampa dell'Ambasciata romena di Roma, incarico che ricoprirà solo per alcuni mesi.  Appare il suo primo romanzo Acolo şi stelele ard (1941). Nello stesso anno si trasferisce a Vienna grazie ad una borsa di studio assegnatagli dalla Fondazione Alexander von Humboldt. Dal marzo 1942 fino all'agosto 1944 svolgerà  la funzione di addetto stampa presso l'Ambasciata romena della capitale austriaca. 
Dopo l'arresto del Generale Ion Antonescu e il passaggio della Romania al fianco dell'esercito sovietico,  lo scrittore, assieme a tutti gli altri diplomatici,  viene posto agli arresti domiciliari, e successivamente trasferito dalle autorità tedesche nei campi di prigionia di Karpacz in Slesia e di Mariapfarr in Austria, da dove sarà liberato dalle forze militari inglesi per poi essere trasferito in un campo sfollati nei pressi di Bologna. In seguito si sposta prima a Roma e poi, nel 1945, ad Assisi.

### Il dopoguerra
Nel 1946 si trasferisce a Firenze, dove stringe una fraterna amicizia con lo scrittore Giovanni Papini.
Durante questo periodo collabora con diverse riviste letterarie e giornali, tra cui il Perseo di Magda Gaggioli e l'Ultima di Adolfo Oxillia. Il periodo fiorentino sarà rievocato dall'autore nel libro Giovanni Papini, pubblicato a Parigi nel 1963 da Wesmael-Charlier.
Nel frattempo, il 21 febbraio 1946, il Tribunale del Popolo lo condanna in contumacia ai lavori forzati a vita con l'accusa di avere sostenuto, tramite la sua attività giornalistica, l'alleanza della Romania alle forze dell'Asse. In questo contesto lo scrittore matura la decisione di non fare più rientro nella patria romena dove si era instaurato il nuovo regime comunista. 
Nel 1948, assieme alla famiglia emigra in Argentina, dove insegnerà lingua e letteratura romena presso l'Universidad de Buenos Aires. Nella capitale argentina collaborerà con le riviste La Nacion, Sexto Continente e Historium  e fonderà i periodici  Nouvelles d'Argentine  e, assieme a Alexandru Frâncu e Nelu Mânzatu, La Rumania.
Nel 1953, grazie a una borsa di studio, lo scrittore rumeno rientra in Europa e si stabilisce a Madrid dove continua ad insegnare presso la Escuela Oficial de Periodismo de Madrid. Nella capitale iberica inizia ad elaborare, prima in spagnolo e poi in francese, il romanzo  Dieu est né en exil (Dio è nato in esilio), un diario tenuto dal poeta latino Ovidio negli anni del suo esilio. 

### Il premio Goncourt
L'opera appare a Parigi nel 1960 presso le Edizioni Arthème Fayard (precedentemente era stato rifiutato dalle Edizioni Plon e Seuil) e immediatamente riscuote un rilevante successo di pubblico e di critica. Nel novembre dello stesso anno, una giuria formata da Hervé Bazin, Roland Dorgelès, Gérard Bauer, Philippe Hériat, André Billy, Jean Giono, Pierre Mac Orlan, Raymond Queneau e Armand Salacrou, assegna al romanzo il prestigioso Premio Goncourt. Nei giorni immediatamente successivi alla decisione della giuria, il quotidiano comunista l'Humanité,  grazie alla collaborazione con le autorità comuniste romene, pubblica diversi articoli firmati da André Wurmser nei quali si rivelano le trascorse simpatie politiche di Vintila Horia, citando vari passaggi tratti da riviste nazionaliste romene degli anni '30 e '40,  in cui lo scrittore sosteneva apertamente la politica delle forze dell'Asse e del maresciallo Antonescu. La campagna diffamatoria orchestrata dalle autorità romene viene ripresa su tutta la stampa francese e dai maggiori media internazionali. Per mettere fine alle polemiche Vintilă Horia decide di rinunciare al Premio Goncourt che, per l'edizione 1960, quindi non sarà materialmente consegnato a nessuno. Negli anni seguenti otterrà altri premi, come la Medalla de Oro de „Il Conciliatore”, a Milano (1961), il “Bravo para loshombres que unem en la verdad”,  a Madrid (1972), e il Premio “Dante Aligheri", a Firenze (1981).

### Docente universitario a Madrid
Dopo un soggiorno a Parigi (1960-64), Horia fa rientro a Madrid, dove continua a collaborare intensamente a diverse pubblicazioni spagnole  (ABC, Ya, Madrid, El Alcazar, Semana, Estafeta literaria, Indice, Revista de literatură, Tercer programa) e internazionali (Ecrits, Antaios, Totalità,  il Roma, il Tempo, Intervento, La destra).  Alla fine degli anni '60 intraprende un lungo viaggio intorno al mondo per conto della rivista Tribuna Médica, durante il quale intervisterà  numerosi intellettuali, scrittori e scienziati. Il materiale raccolto in questi due anni sarà pubblicato nel volume Viaje a los centros de la tierra (Viaggio ai centri della terra). 
Diviene professore di Letteratura universale e comparata presso la Universitad Computense di Madrid. Negli anni successivi collaborerà anche con l'Università di Alcalà.  Tra gli anni '70 e gli '80 fonda la rivista Futuro Presente e collabora con la rivista nazional-conservatrice El Alcázar.  Continua a pubblicare romanzi, prosa breve, saggi, poesie e traduzioni in francese, spagnolo e italiano. Solo dopo la caduta del regime di Nicolae Ceaușescu  i suoi libri saranno pubblicati nella sua patria di origine. Muore a Collado Villalba, nei pressi di Madrid, il 4 aprile 1992.

## Opere
- Procesiuni, Bucuresti, Editura Librăriei Pavel Suru, 1936;
- Cetatea cu duhuri, poeme, Bucuresti, Editura Librăriei Pavel Suru, 1939;
- Cartea omului singur, poeme, Bucuresti, Colecţia Meşterul Manole, 1941;
- Acolo şi stelele ard..., roman, desene de F. Micloş, Bucureşti, Editura Gorjan, 1942.
- A murit un Sfânt, Valle Hermoso, Editura Cartea Pribegiei, 1951;
- Eseu despre interpretarea ciclică a istoriei, Madrid, Colecția « Destin », 1953
- Poesia românească nouă,  Salamanca, Asociación Hispano-rumana, 1956.
- Presencia del mito, Madrid, Editorial Escélicer, Colección 21, 1956.
- Jurnal de copilărie, Paris, Editura Fundaţiei Regale Universitare Carol I, 1958.
- Poesia y libertad, Madrid, Editorial Ateneo, 1959.
- La poesia italiana contemporanea,   Madrid, Guadarrama, 1959.
- La rebeldía de los escritores soviéticos, Madrid, Rialp, Colección Libros de Bolsillo, 1960.
- Dieu est né en exil,  Paris, Librairie Arthème Fayard, 1960;
- Le Chevalier de la Resignation, roman, Paris, Librairie Arthème Fayard,  1961
- Quaderno italiano, Pisa, Giardini, 1962.
- Les Impossibles, Paris Librairie Arthème Fayard, 1962
- Giovanni Papini,  Paris : Wesmael-Charlier, 1963.
- La Septième lettre, Paris,   Librairie Plon, 1964.
- Platón, personaje de novela. , Madrid [Editora Nacional] 1964.
- Journal d'un paysan du Danube, Paris, La Table ronde, 1966.
- El despertar de la sombra,  Laguna, Madrid. 1967.
- Une femme pour l'Apocalypse, Paris, Editions Julliard, 1968.
- España y otro mundos, Plaza y Janés, S. A. Editores,  1970.
- Pepi Sanchez, Madrid, Dirección General de Bellas Artes, 1971.
- El hombre de las nieblas, Barcelona, Plaza & Janés S. A. Editores, Colección Reno, 1970.
- Viaje a los centros de la tierra, Barcelona, Plaza & Janes, 1971.
- Mester de novelista, Madrid, Prensa Española, 1972.
- El viaje a San Marcos, Madrid, Editorial Magisterio Español, 1972.
- Encuesta destrás de lo visible, Barcelona, Plaza & Janés S. A. Editores, 1975.
- Viitor petrecut,  	Salamanca : Asociación cultural hispano-rumana, 1976.
- Introducción a la literatura del siglo XX (Ensayo de epistemología literaria), Madrid, Editorial Gredos, S. A., 1976.
- Consideraciones sobre un mundo peor, Barcelona, Plaza & Janés S. A. Editores, 1978.
- Literatura y disidencia. De Mayakowski a Soljenitsin, Madrid, Editorial Rioduero, Colección « Drácena », 1980.
- Los derechos humanos y la novela del siglo XX, Madrid, Editorial Magisterio Español, 1981.
- Informe último sobre el Reino H.,  Barcelona, Plaza & Janés S. A. Editores, 1981.
- Los dereclws humanos y la novela del siglo XX, Madrid, 1981;
- Marta o la segunda guerra, Barcelona, Plaza y Janés, 1982 (la versione francese è inedita).
- ¡ Perseguid a Boecio !¸ Madrid, Editorial Dyrsa, 1983. Originale francese  Persécutez Boèce ! pubblicato da Editions L'Age d'Homme,  Lausanne, 1987.
- Un sepulcro en el cielo, Barcelona, Planeta,  1987;
- Le voyage à San Marcos, Paris, Éditions du Rocher; 1988.
- Les clefs du crépuscule, Lausanne, Éditions L'Âge d'Homme 1990.
- Mai bine mort decât comunist. Gânduri pe marginea unei istorii a viitorului, Bucureşti, Editura Phoenix, Colecţia « Meşterul Manole », 1990.
- Mai sus de Miazănoapte, Bucureşti, Editura Cartea Românească, 1992.
- Reconquista del Descubrimiento, Santiago, Universidad « Gabriela Mistral » y Editorial Patris, 1992 / Madrid, Editorial Fundación Cánovas del Castillo, 1992.
- Moartea morţii mele, ediţie îngrijită şi prefaţă de Mircea Popa, Cluj-Napoca, Editura Dacia, 1999.
- Introducere în istoria filosofiei româneşti moderne / Introduction dans l'histoire de la philosophie roumaine moderne édition bilingue, prefaţă de Constantin Amăruţei, Bucureşti, Editura « Jurnalul Literar », 1999.
- El fin del exilio. Cuentos de juventud, traducción del rumano por Ileana Scipione, Sandra Popescu y Tudora Sandru-Mehedinţi, Madrid, Editorial Criterio Libros, 2002.
- Credinţă şi creaţie, ediţie şi prefaţă de Mircea Popa, Cluj-Napoca, Editura Eikon, 2003.

## Traduzioni in lingua italiana
- Dio è nato in esilio. Diario di Ovidio a Tomi,  trad. di Orsola Nemi, Edizioni del Borghese, Milano, 1961; Fògola, Torino, 1979; Il falco, Milano, 1987; Betelgeuse, Milano, 2008; trad. di Marino Monaco, Castelvecchi, Roma, 2015; La Vita Felice, Milano, 2017
- Il cavaliere della rassegnazione, trad. di Orsola Nemi, Edizioni del Borghese, Milano, 1961; Il Cerchio, Rimini, 2009
- Quaderno italiano, a cura di Vittorio Vettori, Giardini editore, Pisa, 1962
- La rivolta degli scrittori sovietici, trad. di Orsola Nemi,  Edizioni del Borghese, Milano, 1963
- Gli impossibili, trad. di Orsola Nemi, Edizioni del Borghese, Milano, 1964
- La settima lettera, trad. di Orsola Nemi,  Edizioni del Borghese, Milano,  1965; Fògola, Torino, 1995; Rizzoli, Milano, 2000
- Diario di un contadino del Danubio  trad. di Orsola Nemi, Edizioni del Borghese, Milano, 1967
- Una donna per l'Apocalisse trad. di Orsola Nemi,  Edizioni del Borghese, Milano, 1968
- Viaggio ai centri della terra, a cura di G. De Turris, trad. di L. Arcella, Edizioni mediterranee, Roma 1971
- Giovanni Papini trad. di Orsola Nemi,  G. Volpe, Roma, 1972
- Viaggio al San Marcos, trad. di Orsola Nemi, Edizioni Generali Europee, Roma, 1974
- Considerazioni su un mondo peggiore,  Ciarrapico, Roma, 1982